# Uleila del Campo
Uleila del Campo – gmina w Hiszpanii, w prowincji Almería, w Andaluzji, o powierzchni 38,67 km². W 2011 roku gmina liczyła 989 mieszkańców.